# Зонго, Джонатан
Джонатан Санди Зонго (фр. Jonathan Sundy Zongo; 6 апреля 1989, Уагадугу, Буркина-Фасо) — буркинийский футболист, игравший на позиции полузащитника. Выступал за сборную Буркина-Фасо.

## Карьера

### Клубная карьера
Начинал карьеру в клубе «Уагадугу». В октябре 2010 года переходит в клуб «Альмерия», где играл за вторую команду выступающую в Сегунде Б, через месяц после перехода получил травму колена, и выбыл из строя на несколько недель.
Джонатан дебютировал за основную команду 13 января 2011 года выйдя на замену на 66 минуте вместо Калу Уче в матче Кубка Испании против «Депортиво Ла-Корунья». 29 января дебютировал в Сегунде в матче против «Химнастика» из Таррагоны заменив Аарона Ньигеса на 79 минуте.. Свой первый гол забил 19 мая матче с «Алькороном», снова выйдя на замену вместо Хонотана Сориано.
С сезона 2012/13 стал чаще привлекаться к основному составу выходя в матчах в основном на замену. В январе 2013 года, после ухода Аарона Ньигеса и Леонардо Ульоа, тренер Хави Гарсиа использует Джонатана как вингера.
4 января 2013 года сыграл свой первый матч в Ла Лиге в матче против «Гранады» став первым буркинийским футболистом в Ла Лиге.
28 июня 2013 года был окончательно переведен в основной состав для выступлений в Ла Лиге.
12 ноября продлил контракт с клубом до 2017 года.

### Международная карьера
7 августа 2013 года Зонго был вызван в сборную на товарищеский матч со сборной Марокко, дебютировал через семь дней, отыграв 90 минут. Первый гол за сборную забил 21 мая 2013 года в матче со сборной Сенегала.